# Morris Pert
Morris David Brough Pert (* 8. September 1947 in Arbroath, Angus; † 27. April 2010 in Balchrick, Kinlochbervie, Sutherland) war ein britischer Komponist und Schlagzeuger. Zwischen 1977 und 1979 war er Mitglied der Band Brand X.

## Leben
Pert studierte zunächst Musik an der Edinburgh University. Nach seinem Bachelor-Abschluss studierte er unter Alan Bush Komposition und Perkussion an der Royal Academy of Music in London. Noch während seines Studiums an der Royal Academy wurde er 1970 mit dem Komponistenpreis der Royal Philharmonic Society für sein Orchesterstück Xumbu-Ata ausgezeichnet. Er arbeitete danach zwei Jahre lang mit dem japanischen Perkussionisten Stomu Yamashta zusammen. Ab Beginn der 1970er Jahre arbeitete er sowohl als Komponist, unter anderem regelmäßig für die BBC, als auch als Studiomusiker im Bereich der Pop- und Rockmusik. Zwischen 1972 und 2009 war er als Perkussionist, Schlagzeuger, Keyboarder und Arrangeur für Künstler wie Paul McCartney, Peter Gabriel, Phil Collins, Mike Oldfield und Kate Bush tätig. 1977 wurde Pert vom Billboard Magazin in der Liste der besten Jazz- und Rockschlagzeuger auf Rang vier gewählt.
Pert komponierte drei Symphonien: The Rising of the Moon, The Beltane Rites und The Ancient Kindred. Letztere wurde 1980 unter der Leitung von Eberhard Schoener im Deutschen Fernsehen uraufgeführt.
Nachdem Pert kurz zuvor die Arbeit an seinem fünften Album beendet hatte, arbeitete er in seinem Studio an seiner vierten Symphonie, De Situ Albanie. Da er nicht auf Anrufe und Türklingeln antwortete, wurde schließlich seine Wohnung von der Polizei geöffnet. Die Beamten fanden Pert tot vor.